# Bernard Dornowski
Bernard Dornowski (ur. 15 grudnia 1943 w Gdyni) – polski muzyk, gitarzysta, basista i wokalista.

## Życiorys
W 1962 został członkiem grupy Niebiesko-Czarni, w 1964 odszedł z grupy i współzałożył zespół Pięciolinie. 3 stycznia 1965 wspólnie z Krzysztofem Klenczonem, Jerzym Kosselą, Henrykiem Zomerskim i Jerzym Skrzypczykiem powołali do życia zespół Czerwone Gitary. W zespole pełnił funkcję gitarzysty i wokalisty (w latach 1965–1969 oraz 1974–1979) oraz wokalisty i gitarzysty basowego (1969–1974 i 1991–1999). W 1999 ze względów zdrowotnych zaprzestał koncertowania z Czerwonymi Gitarami. 
Od 2010 jest liderem zespołu Bernard Dornowski ex Czerwone Gitary, w którym wykonuje utwory Czerwonych Gitar.
Żonaty z Heleną Kras.

## Odznaczenia
- Medal Marszałka Województwa Pomorskiego „De nihilo nihil”[4]
- Medal Prezydenta Miasta Gdyni „Civitas e Mari”[4]

## Nagrody
- 2011 – Nagroda Prezydenta Miasta Gdańska w Dziedzinie Kultury – za całokształt pracy artystycznej na rzecz Polski i Gdańska oraz z okazji jubileuszu 50-lecia sceny muzycznej „Non - Stop”[6]
- 2015 – Nagroda Prezydenta Miasta Gdańska w Dziedzinie Kultury – z okazji jubileuszu 50-lecia zespołu Czerwone Gitary[6]